# Тласкалантонго
Тласкалантонго (исп. Tlaxcalantongo) — город и муниципалитет в Мексике, входит в штат Пуэбла. Население 1885 человек.